# Mycielin (gmina)
Pour les articles homonymes, voir Mycielin.
Mycielin est une commune rurale du district de Kalisz et de la voïvodie de Grande-Pologne, dans le centre-ouest de la Pologne. Elle tire son nom du village de Mycielin, bien que son siège administratif soit le village de Słuszków, situé à environ 22 km au nord-est de Kalisz et 102 km au sud-est de la capitale régionale Poznań.
La superficie de la commune est de 110,81 km2 pour une population de 4 950 habitants.

## Géographie
La commune les villages d'Aleksandrów, Annówka, Bogusławice, Bugaj, Danowiec, Dzierzbin, Dzierzbin-Kolonia, Elżbietów, Gadów, Grabek, Jaszczury, Kazala Nowa, Kazala Stara, Klotyldów, Korzeniew, Kościelec, Kościelec-Kolonia, Kukułka, Kuszyn, Mycielin, Nowiny, Przyranie, Słuszków, Stropieszyn, Teodorów et Zamęty.
Elle jouxte les communes de Ceków-Kolonia, Malanów, Rychwał, Stawiszyn, Tuliszków et Żelazków.